# Torno

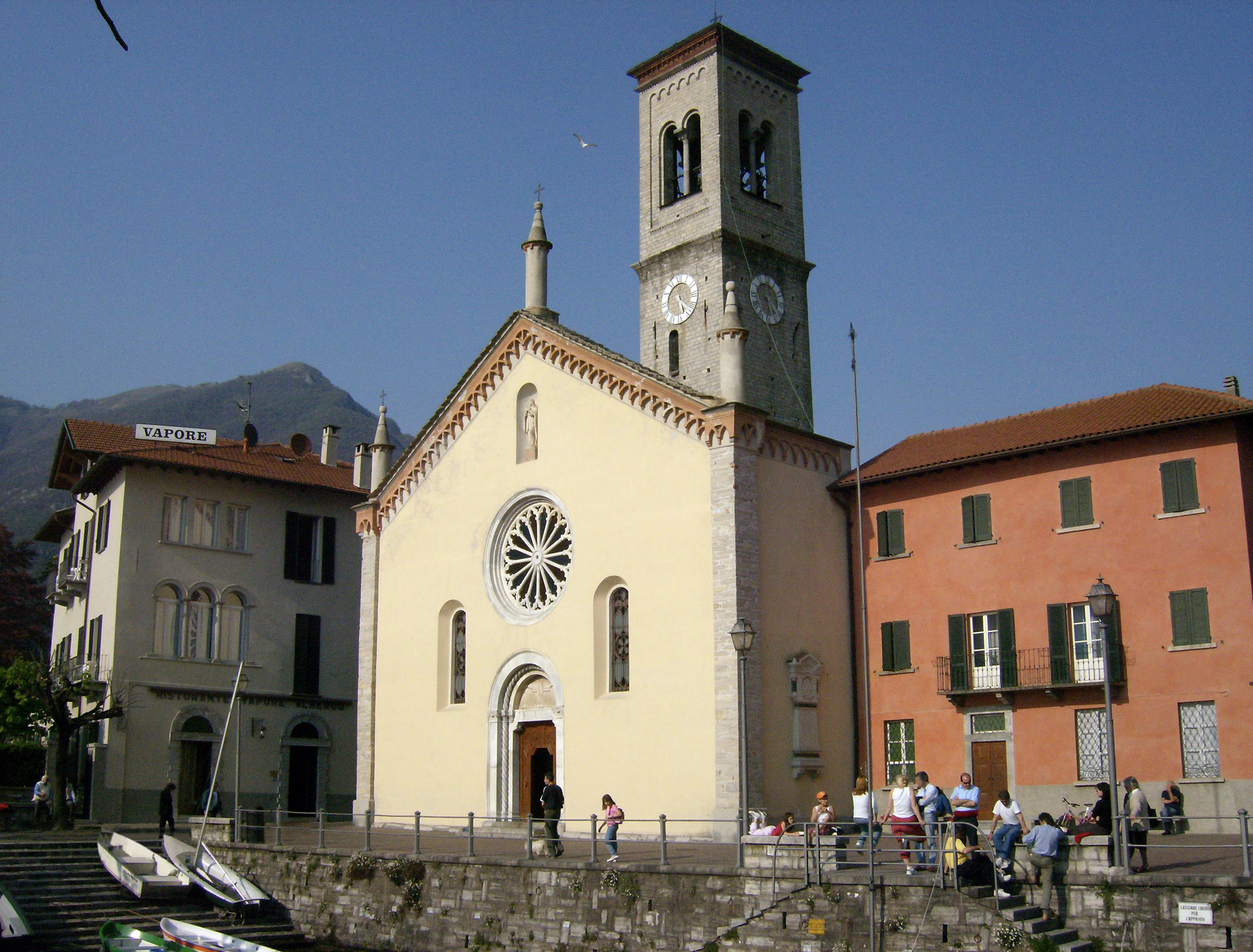
Kościół św. Tekli

Torno – miejscowość i gmina we Włoszech, w regionie Lombardia, w prowincji Como.
Według danych na rok 2004 gminę zamieszkiwało 1221 osób, 174,4 os./km².
Miejscowość położona jest nad jeziorem Como. Posiada niewielki port rybacki.

## Zabytki
- Kościół św. Tekli
- Villa Pliniana z XVI wieku
- Villa Plinianina z XIX wieku
- Castel d'Ardona